# Thể dục dụng cụ tại Đại hội Thể thao Đông Nam Á 2015
Thể dục dụng cụ tại Đại hội Thể thao Đông Nam Á năm 2015 được tổ chức từ ngày 6 đến ngày 14 tháng 6 tại Bishan Sports Hall, Singapore, với sự góp mặt của ba phân môn là thể dục nghệ thuật, thể dục dụng cụ và không có nội dung thể dục aerobic như kỳ trước. 
Có tổng cộng 17 nội dung tranh huy chương tại môn thể dục dụng cụ, đoàn thể thao Việt Nam tiếp tục thể hiện sức mạnh thống trị khi giành tới 9 huy chương vàng, xếp thứ nhất toàn đoàn.

## Quốc gia tham dự
Thể dục nghệ thuật
Có 66 vận động viên đến từ 8 quốc gia tham gia tranh tài:
- Campuchia (1)
- Indonesia (7)
- Malaysia (10)
- Myanmar (5)
- Philippines (9)
- Singapore (12)
- Thái Lan (12)
- Việt Nam (10)

Thể dục dụng cụ
Có 28 vận động viên đến từ 5 quốc gia tham gia tranh tài
- Indonesia (2)
- Malaysia (8)
- Singapore (8)
- Thái Lan (8)
- Việt Nam (2)

## Lịch trình thi đấu
Dưới đây là lịch trình thi đấu của các môn thể dục dụng cụ:
| Q | Vòng loại | F | Chung kết |

| Nội dung↓/Ngày→        | 6/6 | 7/6 | 8/7 | 9/6 | 10/6 | 11/6 | 12/6 | 13/6 | 14/6 |
| ---------------------- | --- | --- | --- | --- | ---- | ---- | ---- | ---- | ---- |
| Toàn năng đồng đội nam | F   |     |     |     |      |      |      |      |      |
| Toàn năng cá nhân nam  |     |     | F   |     |      |      |      |      |      |
| Thể dục tự do nam      |     |     |     | F   |      |      |      |      |      |
| Ngựa tay quay nam      |     |     |     | F   |      |      |      |      |      |
| Vòng treo nam          |     |     |     | F   |      |      |      |      |      |
| Nhảy chống nam         |     |     |     |     | F    |      |      |      |      |
| Xà kép nam             |     |     |     |     | F    |      |      |      |      |
| Xà đơn nam             |     |     |     |     | F    |      |      |      |      |
| Toàn năng đồng đội nữ  |     | F   |     |     |      |      |      |      |      |
| Toàn năng cá nhân nữ   |     |     | F   |     |      |      |      |      |      |
| Nhảy chống nữ          |     |     |     | F   |      |      |      |      |      |
| Xà lệch nữ             |     |     |     | F   |      |      |      |      |      |
| Cầu thăng bằng nữ      |     |     |     |     | F    |      |      |      |      |
| Thể dục tự do nữ       |     |     |     |     | F    |      |      |      |      |

| Nội dung↓/Ngày→       | 6/6 | 7/6 | 8/7 | 9/6 | 10/6 | 11/6 | 12/6 | 13/6 | 14/6 |
| --------------------- | --- | --- | --- | --- | ---- | ---- | ---- | ---- | ---- |
| Toàn năng đồng đội nữ |     |     |     |     |      |      |      |      | F    |
| Toàn năng cá nhân nữ  |     |     |     |     |      |      |      |      | F    |

## Tóm tắt kết quả

### Thể dục nghệ thuật

#### Nam
| Nội dung           | Vàng | Bạc | Đồng |
| ------------------ | --- | --- | --- |
| Toàn năng đồng đội | Việt Nam (VIE) · Đặng Nam · Hoàng Cường · Lê Thanh Tùng · Đinh Phương Thành · Phạm Phước Hưng · Đỗ Vũ Hưng | Thái Lan (THA) · Tissanupan Wichianpradit · Robert Tee Kriangkum · Ratthasat Kanboon · Jamorn Prommanee · Weena Chokpaoumpai · Rartchawat Kaewpanya | Singapore (SIN) · Timothy Tay · Terry Tay · Gabriel Gan · Hoe Wah Toon · Aizat Muhammad Jufrie · Gregory Gan |
| Toàn năng cá nhân  | Đinh Phương Thành · Việt Nam                                                                               | Phạm Phước Hưng · Việt Nam | Gabriel Gan · Singapore                                                                                      |
| Thể dục tự do      | Reyland Capellan · Philippines                                                                             | Hoe Wah Toon · Singapore | Phạm Phước Hưng · Việt Nam                                                                                   |
| Ngựa tay quay      | Rartchawat Kaewpanya · Thái Lan                                                                            | Gabriel Gan · Singapore | Lê Thanh Tùng · Việt Nam                                                                                     |
| Vòng treo          | Đặng Nam · Việt Nam                                                                                        | Phạm Phước Hưng · Việt Nam | Weena Chokpaoumpai · Thái Lan                                                                                |
| Nhảy chống         | Lê Thanh Tùng · Việt Nam                                                                                   | Hoàng Cường · Việt Nam | Reyland Capellan · Philippines                                                                               |
| Xà kép             | Đinh Phương Thành · Việt Nam                                                                               | Rartchawat Kaewpanya · Thái Lan | Phạm Phước Hưng · Việt Nam                                                                                   |
| Xà đơn             | Đinh Phương Thành · Việt Nam                                                                               | Loo Phay Xing · Malaysia | Aizat Muhammad Jufrie · Singapore                                                                            |

#### Nữ
| Nội dung           | Vàng | Bạc                                                                                                 | Đồng |
| ------------------ | --- | --------------------------------------------------------------------------------------------------- | --- |
| Toàn năng đồng đội | Malaysia (MAS) · Tracie Ang · Farah Ann Abdul Hadi · Tan Ing Yueh · Nur Eli Ellina Azmi · Siti Nur Bahirah Ahmad · Lavinia Michelle Jayadev | Singapore (SIN) · Kelsie Muir · Michelle Teo · Ashly Lau · Janessa Dai · Nadine Nathan · Zeng Qiyan | Philippines (PHI) · Rachelle Arellano · Ma. Cristina Onofre · Elizabeth Leduc · Ava Verdeflor · Sofia Isabel Gonzalez |
| Toàn năng cá nhân  | Phan Thị Hà Thanh · Việt Nam | Farah Ann Abdul Hadi · Malaysia                                                                     | Nadine Nathan · Singapore                                                                                             |
| Nhảy chống         | Phan Thị Hà Thanh · Việt Nam | Tan Ing Yueh · Malaysia                                                                             | Farah Ann Abdul Hadi · Malaysia                                                                                       |
| Xà lệch            | Tan Ing Yueh · Malaysia | Ava Verdeflor · Philippines                                                                         | Farah Ann Abdul Hadi · Malaysia                                                                                       |
| Cầu thăng bằng     | Phan Thị Hà Thanh · Việt Nam | Đỗ Thị Vân Anh · Việt Nam                                                                           | Farah Ann Abdul Hadi · Malaysia                                                                                       |
| Thể dục tự do      | Farah Ann Abdul Hadi · Malaysia | Rifda Irfanaluthfi · Indonesia                                                                      | Phan Thị Hà Thanh · Việt Nam                                                                                          |

### Thể dục dụng cụ
| Nội dung           | Vàng | Bạc | Đồng                            |
| ------------------ | --- | --- | ------------------------------- |
| Toàn năng đồng đội | Singapore (SIN) · Dawne Chua Yun Xi · Noelle Goh · Edlyn Ho Zen Yee · Ann Sim Kwee Peng · Alison Tang Wan Xuan | Malaysia (MAS) · Chai Xin Nong · Chan Mei Thung · Loo Shiow Yng · Thew Yue Jia · Yap Qian Ling · Yap Sin Lu | Không trao huy chương           |
| Toàn năng cá nhân  | Sie Yan Koi · Malaysia                                                                                         | Đồng huy chương vàng                                                                                        | Panjarat Prawatyotin · Thái Lan |
| Toàn năng cá nhân  | Shasangari Sivaneswari Nagarajan · Malaysia                                                                    | Đồng huy chương vàng                                                                                        | Panjarat Prawatyotin · Thái Lan |

## Bảng huy chương
| Hạng               | Đoàn               | Vàng | Bạc | Đồng | Tổng số |
| ------------------ | ------------------ | ---- | --- | ---- | ------- |
| 1                  | Việt Nam (VIE)     | 9    | 4   | 4    | 17      |
| 2                  | Malaysia (MAS)     | 5    | 4   | 3    | 12      |
| 3                  | Singapore (SIN)    | 1    | 3   | 4    | 8       |
| 4                  | Thái Lan (THA)     | 1    | 2   | 2    | 5       |
| 5                  | Philippines (PHI)  | 1    | 1   | 2    | 4       |
| 6                  | Indonesia (INA)    | 0    | 1   | 0    | 1       |
| Tổng số (6 đơn vị) | Tổng số (6 đơn vị) | 17   | 15  | 15   | 47      |